# General Felipe Angeles
General Felipe Angeles là một đô thị thuộc bang Puebla, México. Năm 2005, dân số của đô thị này là 17447 người.